# Urqueira
Urqueira es una freguesia portuguesa del concelho de Ourém, con 31,28 km² de superficie y 1.910 habitantes (2001). Su densidad de población es de 61,1 hab/km².